# Nekrolog Juli 2010
Nekrolog
◄◄
| ◄
| 2006
| 2007
| 2008
| 2009
| 2010 | 2011 | 2012 | 2013 | 2014 | ► | ►►
Januar |
Februar |
März |
April |
Mai |
Juni |
Juli |
August |
September |
Oktober |
November |
Dezember 2010
Weitere Ereignisse | Allgemeiner Nekrolog 2010
Die Beschreibung der verstorbenen Person sollte so kurz wie möglich gehalten sein und nur deren signifikante Tätigkeit(en) enthalten.
Neue Namen ggf. auch unter dem Geburts- und Sterbedatum, also etwa unter 1. Januar und im Geburts- und Sterbejahr (2024) eintragen (nur bei entsprechender großer Wichtigkeit). Für Beispiele siehe die schon vorhandenen Artikel.
Außerdem über die fünf zuletzt Verstorbenen, zu denen es einen ausreichend guten Artikel für eine Präsentation auf der Hauptseite gibt, nach der todesbedingten Überarbeitung der Artikel ggf. auch unter Wikipedia Diskussion:Hauptseite informieren und sie am besten auch in den anderen Wikipedia-Sprachversionen eintragen. Tipp: Regelmäßig bei news.google.de nach „ist tot“, „gestorben“ oder „verstorben“ suchen.
Wenn eine Person gestorben ist, gibt es viele Seiten zu dieser Person in der Wikipedia, die davon auch betroffen sind und entsprechend aktualisiert werden müssen. Beispiele: Namenübersichtsseite, Geburtsjahr, Geburtsort-Seiten und viele mehr.
Wie finde ich die betroffenen Seiten?
Im Suchfeld auf der linken Seite gibt man den Suchbegriff so ein: „Vorname Nachname“. Dann klickt man auf Volltext und alle Seiten mit entsprechendem Suchtext werden aufgerufen. Hier sieht man dann schnell, wo auch das Todesjahr Sinn macht oder sogar ein Teil des Artikels angepasst werden muss. Auch hilft das „Werkzeug“ auf der linken Seite sehr gut, um solche Seiten aufzufinden: „Links auf diese Seite“. Somit ist die Wikipedia wieder aktuell in allen Bereichen! Hinweis: bei Eintragung der Kategorie „Gestorben JAHR“ wird der Missbrauchsfilter 49 ausgelöst, was jedoch nicht schlimm ist. Siehe: Spezial:Missbrauchsfilter/49
Dies ist eine Liste von im Juli 2010 verstorbenen bekannten Persönlichkeiten. Die Einträge erfolgen innerhalb der einzelnen Daten alphabetisch sortiert. Tiere sind im Nekrolog für Tiere zu finden.

## Juli
| Tag        | Name                             | Beruf, bekannt als                                                  | Alter | Beleg  |
| ---------- | -------------------------------- | ------------------------------------------------------------------- | ----- | ------ |
| 1. Juli    | Francisco Claver                 | philippinischer Bischof                                             | 81    |        |
| 1. Juli    | Juan Cobrda                      | US-amerikanischer Bischof                                           | 79    |        |
| 1. Juli    | Don Coryell                      | US-amerikanischer American-Football-Coach                           | 85    |        |
| 1. Juli    | Geoffrey Hutchings               | britischer Schauspieler                                             | 71    |        |
| 1. Juli    | Lele                             | puerto-ricanischer Rapper                                           | 23    |        |
| 1. Juli    | Lolita                           | österreichische Schlagersängerin                                    | 79    |        |
| 1. Juli    | Eddie Moussa                     | schwedischer Fußballspieler                                         | 26    | [ 1 ]  |
| 1. Juli    | Johannes Wilho Rinne             | finnischer Erzbischof                                               | 86    |        |
| 1. Juli    | Omar Yoke Lin Ong                | malayischer Politiker                                               | 92    |        |
| 1. Juli    | Borivoje Vukov                   | jugoslawischer Ringer                                               | 80    |        |
| 1. Juli    | Ilene Woods                      | US-amerikanische Sängerin, Radiomoderatorin und Synchronsprecherin  | 81    |        |
| 2. Juli    | Beryl Bainbridge                 | britische Schriftstellerin und Schauspielerin                       | 77    |        |
| 2. Juli    | Frank Colacurcio                 | italienisch-US-amerikanischer Geschäftsmann                         | 93    |        |
| 2. Juli    | Josef Kardinal                   | deutscher Kunstmaler                                                | 73    |        |
| 2. Juli    | Carl Adam Petri                  | deutscher Mathematiker und Informatiker                             | 83    |        |
| 2. Juli    | Félix Pons                       | spanischer Politiker                                                | 67    |        |
| 2. Juli    | Tommy Tabermann                  | finnischer Dichter und Politiker                                    | 62    |        |
| 2. Juli    | Artur Tabor                      | polnischer Naturfotograf                                            | 42    |        |
| 2. Juli    | Laurent Terzieff                 | französischer Schauspieler                                          | 75    | [ 2 ]  |
| 2. Juli    | Víctor de la Fuente              | spanischer Comiczeichner                                            | 83    |        |
| 3. Juli    | Carlo Aymonino                   | italienischer Architekt                                             | 83    |        |
| 3. Juli    | David E. Chapman                 | US-amerikanischer Jazzmusiker und Gewerkschafter                    | 81    |        |
| 3. Juli    | Abu Daoud                        | palästinensischer Terrorist                                         | 72    |        |
| 3. Juli    | William Dougherty                | US-amerikanischer Politiker                                         | 78    |        |
| 3. Juli    | Herbert Erhardt                  | deutscher Fußballspieler                                            | 79    |        |
| 3. Juli    | Gyula Feledy                     | ungarischer Graphiker                                               | 82    |        |
| 3. Juli    | Kirsten Heisig                   | deutsche Juristin                                                   | 48    |        |
| 3. Juli    | Israel Hicks                     | US-amerikanischer Theater-Regisseur                                 | 66    |        |
| 3. Juli    | Dejan Janča                      | jugoslawischer Jurist und Diplomat                                  | 81/82 |        |
| 3. Juli    | Carlos Juárez                    | argentinischer Politiker                                            | 94    |        |
| 3. Juli    | Manabu Ono                       | japanischer Skispringer und Skisprungtrainer                        | 59    |        |
| 3. Juli    | Robert Moffat Palmer             | US-amerikanischer Komponist und Musikpädagoge                       | 95    |        |
| 3. Juli    | Frederick Warner                 | britischer Chemiker                                                 | 100   |        |
| 3. Juli    | Hans Georg Zapotoczky            | österreichischer Psychiater                                         | 77    |        |
| 4. Juli    | Gottfried Bombach                | deutscher Ökonom                                                    | 91    |        |
| 4. Juli    | Robert Neil Butler               | US-amerikanischer Mediziner                                         | 83    |        |
| 4. Juli    | Muhammad Hussein Fadlallah       | libanesischer Geistlicher                                           | 74    |        |
| 4. Juli    | Paul Fredricks                   | US-amerikanischer Jazztrompeter                                     | 91    |        |
| 4. Juli    | Tobias Hiller                    | deutscher Universitätsmusikdirektor                                 | 43    |        |
| 4. Juli    | Josef Holub                      | deutscher Kinder- und Jugendbuchautor                               | 83    |        |
| 4. Juli    | Hwang Yau-tai                    | chinesischer Komponist                                              | 98    |        |
| 4. Juli    | Heiner Lichtenstein              | deutscher Publizist                                                 | 78    |        |
| 4. Juli    | Robert Politzer                  | österreichischer Jazzmusiker                                        | 70    |        |
| 4. Juli    | Joseph Segel                     | kenianischer Bischof                                                |       |        |
| 5. Juli    | Nasr Hamid Abu Zaid              | ägyptischer Literaturwissenschaftler                                | 66    |        |
| 5. Juli    | Werner Angress                   | deutscher Historiker                                                | 90    | [ 3 ]  |
| 5. Juli    | Jim Bohlen                       | US-amerikanischer Umweltaktivist                                    | 84    |        |
| 5. Juli    | Rolf Colsman                     | deutscher Unternehmer                                               | 79    |        |
| 5. Juli    | David Fanshawe                   | britischer Komponist                                                | 68    |        |
| 5. Juli    | Hernán Fernández                 | chilenischer Fußballspieler                                         | 89    |        |
| 5. Juli    | Antje Grauhan                    | deutsche Pflegewissenschaftlerin                                    | 80    |        |
| 5. Juli    | Andrij Andrej Horak              | ukrainischer Metropolit                                             | 65    |        |
| 5. Juli    | Albert Keller                    | deutscher Theologe                                                  | 78    |        |
| 5. Juli    | Juanita M. Kreps                 | US-amerikanische Ökonomin und Politikerin                           | 89    |        |
| 5. Juli    | Olaf Miehe                       | deutscher Jurist und Hochschullehrer                                | 75    |        |
| 5. Juli    | Ioannis Papaspyrou               | griechischer Politiker                                              | 88    |        |
| 5. Juli    | Wiktor Perewalow                 | sowjetischer bzw. russischer Schauspieler                           | 61    | [ 4 ]  |
| 5. Juli    | Bob Probert                      | kanadischer Eishockeyspieler                                        | 45    |        |
| 5. Juli    | Cesare Siepi                     | italienischer Bassist                                               | 87    |        |
| 5. Juli    | Wiktor Skopenko                  | ukrainischer Chemiker und Universitätsrektor                        | 74    | [ 5 ]  |
| 6. Juli    | Matilde Rosa Araújo              | portugiesische Schriftstellerin                                     | 89    |        |
| 6. Juli    | Jan Blokker                      | niederländischer Journalist                                         | 83    |        |
| 6. Juli    | Clementino Bonfiglioli           | italienischer Unternehmer                                           | 82    |        |
| 6. Juli    | Daniel Cho                       | US-amerikanischer Cellist                                           | 33    |        |
| 6. Juli    | Harvey Fuqua                     | US-amerikanischer R&B-Sänger                                        | 80    |        |
| 6. Juli    | Eleonóra Gašparová               | slowakische Schriftstellerin                                        | 84    |        |
| 6. Juli    | Carol Laderman                   | US-amerikanische Anthropologin                                      | 77    |        |
| 6. Juli    | Kristofer Leirdal                | norwegischer Bildhauer                                              | 94    |        |
| 6. Juli    | Stanislaus Tobias Magombo        | malawischer Bischof                                                 | 42    |        |
| 6. Juli    | Igor Wladimirowitsch Misko       | russischer Eishockeyspieler                                         | 23    |        |
| 6. Juli    | Georg Philippi                   | deutscher Botaniker                                                 | 73    |        |
| 6. Juli    | Ulrich Prill                     | deutscher Romanist und Literaturwissenschaftler                     | 50    |        |
| 6. Juli    | Werner Schmalenbach              | deutscher Kunsthistoriker                                           | 89    |        |
| 6. Juli    | Wolfgang Sörgel                  | deutscher Schauspieler                                              | 78    |        |
| 6. Juli    | Rebecca Spikings-Goldsman        | US-amerikanische Filmproduzentin                                    | 42    |        |
| 6. Juli    | Simion Stanciu                   | rumänischer Panflötist                                              | 60    |        |
| 6. Juli    | Fritz Teufel                     | deutscher Kommunarde                                                | 67    |        |
| 6. Juli    | Szabolcs de Vajay                | ungarischer Heraldiker und Genealoge                                | 88    |        |
| 6. Juli    | Gert Weber                       | deutscher Journalist                                                | 83    | [ 6 ]  |
| 6. Juli    | Tone Wraber                      | slowenischer Botaniker                                              | 72    |        |
| 7. Juli    | Gerold Becker                    | deutscher Pädagoge                                                  | 74    |        |
| 7. Juli    | Emilio Q. Daddario               | US-amerikanischer Politiker                                         | 91    |        |
| 7. Juli    | Reinhard Haschen                 | deutscher Biochemiker                                               | 90    |        |
| 7. Juli    | Robbie Jansen                    | südafrikanischer Jazzmusiker                                        | 61    |        |
| 7. Juli    | Franziska Lenz-Gerharz           | deutsche Künstlerin und Bildhauerin                                 | 88    |        |
| 7. Juli    | Michael Nüchtern                 | deutscher Theologe und Oberkirchenrat                               | 60    |        |
| 7. Juli    | Brian O’Shaughnessy              | australischer Philosoph                                             | 84    |        |
| 7. Juli    | Dimitar Ostoitsch                | bulgarischer Bildhauer                                              | 82    |        |
| 7. Juli    | Sándor Páll                      | serbischer Literaturwissenschaftler und Politiker                   | 56    |        |
| 7. Juli    | Bill Porter                      | US-amerikanischer Toningenieur                                      | 79    |        |
| 7. Juli    | Jürgen Scholz                    | deutscher Unternehmer                                               | 81    |        |
| 7. Juli    | Ferdinand Schwenger              | deutscher Manager                                                   | 83    |        |
| 7. Juli    | Bengt Sigurd                     | schwedischer Linguist                                               | 82 ?  |        |
| 8. Juli    | Jehuda Amital                    | israelischer Rabbi und Politiker                                    | 85    |        |
| 8. Juli    | Azumaya Gorō                     | japanischer Mathematiker                                            | 90    |        |
| 8. Juli    | Hans-Georg Behr                  | österreichischer Schriftsteller                                     | 73    |        |
| 8. Juli    | Bidsina Kwernadse                | georgischer Komponist                                               | 81    |        |
| 8. Juli    | David Blackwell                  | US-amerikanischer Mathematiker                                      | 91    |        |
| 8. Juli    | Anders Bratholm                  | norwegischer Jurist                                                 | 90    |        |
| 8. Juli    | Gerhard Hochschild               | US-amerikanischer Mathematiker                                      | 95    |        |
| 8. Juli    | Robert Freitag                   | österreichischer Schauspieler und Regisseur                         | 94    |        |
| 8. Juli    | Rainer Grün                      | deutscher Politiker                                                 | 60    |        |
| 8. Juli    | Bogomil Karlavaris               | jugoslawischer Maler und Pädagoge                                   | 85    |        |
| 8. Juli    | Willi Railo                      | norwegischer Autor                                                  | 69    |        |
| 8. Juli    | Mel Turpin                       | US-amerikanischer Basketballspieler                                 | 49    |        |
| 9. Juli    | Jessica Anderson                 | australische Schriftstellerin                                       | 93    |        |
| 9. Juli    | Basil Davidson                   | britischer Journalist und Historiker                                | 95    |        |
| 9. Juli    | Clément Guillon                  | französischer Bischof                                               | 78    |        |
| 9. Juli    | Hermann Kronseder                | deutscher Unternehmer                                               | 85    |        |
| 9. Juli    | Vonetta McGee                    | US-amerikanische Schauspielerin                                     | 65    |        |
| 9. Juli    | Hermann Alexander Moeck          | deutscher Musikwissenschaftler und Verleger                         | 87    |        |
| 9. Juli    | J. Diederich Neuhaus             | deutscher Unternehmer                                               | 85    |        |
| 9. Juli    | Rudolf Neuhauser                 | österreichischer Künstler                                           | 86    |        |
| 9. Juli    | Walentina Sakorezkaja            | sowjetische Fallschirmspringerin                                    | 63    |        |
| 9. Juli    | Hans Schneider                   | deutscher Jurist                                                    | 97    | [ 7 ]  |
| 9. Juli    | Klaus Simon                      | deutscher Verwaltungswissenschaftler                                | 70    |        |
| 9. Juli    | Nobuyoshi Tamura                 | japanischer Aikidō-Lehrer                                           | 77    |        |
| 9. Juli    | Sergei Olegowitsch Tretjakow     | russischer Doppelagent                                              | 53    |        |
| 10. Juli   | Kirill Alexandrow                | sowjetischer Physiker                                               | 79    |        |
| 10. Juli   | Ray Beachey                      | kanadischer Historiker                                              | 94    |        |
| 10. Juli   | Abdallah Cheriet                 | algerischer Wissenschaftler und Autor                               | 89    |        |
| 10. Juli   | Dave Christian                   | britischer Moderator                                                | 62    |        |
| 10. Juli   | Nerva Cot Aguilera               | kubanische Bischöfin                                                | 71    |        |
| 10. Juli   | Heinz Gerlach                    | deutscher Publizist                                                 | 64    |        |
| 10. Juli   | August Krucker                   | Schweizer Politiker                                                 | 54    |        |
| 10. Juli   | Rosine Lewin                     | belgische Journalistin                                              | 89    |        |
| 10. Juli   | Seán Dublin Bay Rockall Loftus   | irischer Umweltaktivist und Politiker                               | 82    |        |
| 10. Juli   | Sugar Minott                     | jamaikanischer Reggae-Sänger                                        | 54    | [ 8 ]  |
| 10. Juli   | Sibylle Neff                     | Schweizer Kunstmalerin                                              | 81    |        |
| 10. Juli   | Aldo Sambrell                    | spanischer Schauspieler und Regisseur                               | 73    |        |
| 10. Juli   | Fred Samson                      | US-amerikanischer Ökonom                                            | 96    |        |
| 10. Juli   | Robert Spillane                  | US-amerikanischer Schauspieler                                      | 45    |        |
| 10. Juli   | Rudolf Strittich                 | österreichischer Fußballspieler und -trainer                        | 88    |        |
| 10. Juli   | Kōhei Tsuka                      | koreanisch-japanischer Dramatiker, Regisseur und Theaterleiter      | 62    |        |
| 10. Juli   | Bertil Werkström                 | schwedischer Bischof                                                | 82    |        |
| 10. Juli   | Joachim Werner                   | deutscher Ruderer                                                   | 70    |        |
| 11. Juli   | Annette Baran                    | US-amerikanische Psychotherapeutin und Sozialarbeiterin             | 83    |        |
| 11. Juli   | Idham Chalid                     | indonesischer Kleriker und Politiker                                | 88    |        |
| 11. Juli   | Walter Hawkins                   | US-amerikanischer Gospelsänger                                      | 61    |        |
| 11. Juli   | Hans-Jürgen von Maydell          | deutscher Forstwissenschaftler                                      | 78    |        |
| 11. Juli   | Alex Jacob                       | deutscher Unternehmer                                               | 74    | [ 9 ]  |
| 11. Juli   | Ferenc Kállai                    | ungarischer Schauspieler                                            | 84    |        |
| 11. Juli   | Helmut von der Lippe             | deutscher Journalist und Autor                                      | 75    |        |
| 11. Juli   | Lucia Mureșan                    | rumänische Schauspielerin                                           | 72    |        |
| 11. Juli   | Iosif Rus                        | rumänischer Fußballspieler und -trainer                             | 61    |        |
| 11. Juli   | Bob Sheppard                     | US-amerikanischer Stadionsprecher                                   | 99    |        |
| 11. Juli   | Naoyoshi Taniyama                | japanischer Redakteur und Präsident von Shueisha                    | 73    |        |
| 11. Juli   | Hannes H. Wagner                 | deutscher Maler und Grafiker                                        | 88    |        |
| 11. Juli   | Inge Wischnewski                 | deutsche Eiskunstläuferin und Trainerin                             | 80    |        |
| 12. Juli   | Günter Behnisch                  | deutscher Architekt                                                 | 88    |        |
| 12. Juli   | George Behrend                   | britischer Eisenbahnhistoriker                                      | 88    |        |
| 12. Juli   | Olga Guillot                     | kubanische Sängerin                                                 | 87    |        |
| 12. Juli   | James P. Hogan                   | britischer Schriftsteller                                           | 69    |        |
| 12. Juli   | Henryk Jankowski                 | polnischer Geistlicher                                              | 73    |        |
| 12. Juli   | Tuli Kupferberg                  | US-amerikanischer Dichter                                           | 86    |        |
| 12. Juli   | Paul Locatelli                   | US-amerikanischer Geistlicher                                       | 71    |        |
| 12. Juli   | Paulo Moura                      | brasilianischer Musiker                                             | 77    |        |
| 12. Juli   | Elizabeth Müller                 | brasilianische Leichtathletikerin                                   | 84    |        |
| 12. Juli   | Pius Njawé                       | kamerunischer Journalist                                            | 53    |        |
| 12. Juli   | Harvey Pekar                     | US-amerikanischer Comicautor                                        | 70    |        |
| 12. Juli   | Günter Pilgrim                   | deutscher evangelisch-lutherischer Geistlicher und Schriftsteller   | 79    |        |
| 12. Juli   | Bernardino Rivera Álvarez        | bolivianischer Bischof                                              | 85    |        |
| 12. Juli   | Luigi Scattini                   | italienischer Regisseur                                             | 83    |        |
| 12. Juli   | Joachim-Friedrich Schulze        | deutscher Klassischer Philologe                                     | 85    |        |
| 12. Juli   | Ragnar Thoursie                  | schwedischer Schriftsteller                                         | 90    |        |
| 12. Juli   | Martin Wein                      | deutscher Journalist und Autor                                      | 84    | [ 10 ] |
| 13. Juli   | Uldis Abolins                    | australisch-lettischer Maler                                        | 87    |        |
| 13. Juli   | Ken Barnes                       | englischer Fußballspieler und -trainer                              | 81    |        |
| 13. Juli   | Amanda Berenguer                 | uruguayische Dichterin                                              | 89    |        |
| 13. Juli   | Georges Bortoli                  | französischer Journalist                                            | 87    |        |
| 13. Juli   | Nino Defilippis                  | italienischer Radrennfahrer                                         | 78    |        |
| 13. Juli   | Gerhard Geisler                  | deutscher Pflanzenbauwissenschaftler                                | 82    |        |
| 13. Juli   | Karl-Heinz Heimann               | deutscher Sportjournalist                                           | 85    |        |
| 13. Juli   | Gustav-Adolf von Harnack         | deutscher Kinderarzt                                                | 93    |        |
| 13. Juli   | Alan Hume                        | britischer Kameramann                                               | 85    |        |
| 13. Juli   | Holger Kuttroff                  | deutscher Kraftdreikämpfer                                          | 40    | [ 11 ] |
| 13. Juli   | Pentti Linnosvuo                 | finnischer Sportschütze                                             | 77    | [ 12 ] |
| 13. Juli   | Andrei Lobussow                  | russischer Schachkomponist                                          | 59    |        |
| 13. Juli   | André Rwisereka                  | ruandischer Politiker                                               | 60    |        |
| 13. Juli   | George Steinbrenner              | US-amerikanischer Unternehmer                                       | 80    |        |
| 13. Juli   | Dereck Villafana                 | US-amerikanischer Fußballspieler                                    | 23    |        |
| 14. Juli   | Hans-Ulrich Derlien              | deutscher Verwaltungswissenschaftler                                | 64    |        |
| 14. Juli   | William W. Dew Jr.               | US-amerikanischer Bischof                                           | 74    |        |
| 14. Juli   | Günter Görlich                   | deutscher Schriftsteller                                            | 82    |        |
| 14. Juli   | Gerhard Glaß                     | deutscher nordischer Skisportler                                    | 82    |        |
| 14. Juli   | Seymour London                   | US-amerikanischer Arzt und Erfinder                                 | 95    |        |
| 14. Juli   | Gene Ludwig                      | US-amerikanischer Jazz-Organist                                     | 72    |        |
| 14. Juli   | Jorge Rojo Lugo                  | mexikanischer Politiker                                             | 77    |        |
| 14. Juli   | Charles Mackerras                | australischer Dirigent                                              | 84    |        |
| 14. Juli   | Mădălina Manole                  | rumänische Sängerin                                                 | 43    |        |
| 14. Juli   | Tetsuo Mizutori                  | japanischer Synchronsprecher                                        | 71    |        |
| 14. Juli   | Richard Moderhack                | deutscher Historiker                                                | 102   |        |
| 14. Juli   | Bernhard Nermerich               | deutscher Leichtathlet                                              | 71    |        |
| 14. Juli   | Joseph Robert Rodericks          | indischer Bischof                                                   | 83    |        |
| 14. Juli   | Václav Roubíček                  | tschechischer Hochschullehrer, Rektor und Abgeordneter              | 66    |        |
| 14. Juli   | Valerie Watts                    | britische Fagottistin                                               | 67    |        |
| 15. Juli   | Hans Ludwig Bischof              | deutscher Mediziner                                                 | 80    |        |
| 15. Juli   | Alexander Boloschew              | sowjetischer Basketballspieler                                      | 63    |        |
| 15. Juli   | Hank Cochran                     | US-amerikanischer Songwriter                                        | 74    |        |
| 15. Juli   | Margarete Dierks                 | deutsche Philologin und Journalistin                                | 96    | [ 13 ] |
| 15. Juli   | Peter Fernandez                  | US-amerikanischer Synchronsprecher                                  | 83    |        |
| 15. Juli   | Tom Gage                         | US-amerikanischer Leichtathlet                                      | 67    |        |
| 15. Juli   | Ute Georgi                       | deutsche Politikerin                                                | 67    |        |
| 15. Juli   | Liane Höbinger-Lehrer            | österreichische Politikerin                                         | 78    |        |
| 15. Juli   | Law Teik Hock                    | malaysischer Badmintonspieler                                       | 88    |        |
| 15. Juli   | Luo Pinchao                      | chinesischer Opernsänger                                            | 98    |        |
| 15. Juli   | Werner Schmidt                   | deutscher Kunsthistoriker                                           | 80    |        |
| 15. Juli   | Yandé Codou Sène                 | senegalesische Sängerin                                             | 76    |        |
| 15. Juli   | Josef Sudbrack                   | deutscher Theologe                                                  | 85    |        |
| 15. Juli   | Weltin Wolfinger                 | liechtensteinischer Bobfahrer                                       | 84    |        |
| 16. Juli   | Berta Bauer                      | deutsche Unternehmerin                                              | 75    |        |
| 16. Juli   | Bernhard C. Bünker               | österreichischer Dichter                                            | 61    |        |
| 16. Juli   | Lothar Freund                    | deutscher Jurist                                                    | 79    |        |
| 16. Juli   | Gerhard Lehnert                  | deutscher Mediziner                                                 | 80    |        |
| 16. Juli   | James Gammon                     | US-amerikanischer Schauspieler                                      | 70    |        |
| 16. Juli   | Albert Gschwendner               | deutscher Unternehmer                                               | 56    |        |
| 16. Juli   | Kazimierz Imieliński             | polnischer Sexualwissenschaftler                                    | 80    | [ 14 ] |
| 16. Juli   | Gerd Dose                        | deutscher Anglist                                                   | 67    |        |
| 16. Juli   | Michail Lawrentjew               | sowjetisch-russischer Mathematiker                                  | 77    |        |
| 16. Juli ? | Gerd Lüttig                      | deutscher Geologe                                                   | 83    |        |
| 16. Juli   | Jean Montreuil                   | französischer Biochemiker                                           | 89    |        |
| 16. Juli   | Karin Sander                     | deutsche Politikerin                                                | 71    |        |
| 16. Juli   | Hans Schmid                      | österreichischer Geodät und Hochschullehrer                         | 90    |        |
| 16. Juli ? | Dieter Schwarzenau               | deutscher Journalist                                                | 72    |        |
| 16. Juli   | Carlos Torres Vila               | argentinischer Sänger                                               | 63    |        |
| 17. Juli   | Evaristus Thatho Bitsoane        | lesothischer Bischof                                                | 71    |        |
| 17. Juli   | Riva Bluhm                       | litauisch-deutsche Bibliothekarin                                   | 93    |        |
| 17. Juli   | Fred Carter Jr.                  | US-amerikanischer Gitarrist                                         | 76    |        |
| 17. Juli   | Jorge Cepernic                   | argentinischer Politiker                                            | 92    |        |
| 17. Juli   | Bernard Giraudeau                | französischer Schauspieler                                          | 63    |        |
| 17. Juli   | Fritz-Jürgen Kador               | deutscher Volkswirt                                                 | 77    |        |
| 17. Juli   | Paul Sauer                       | deutscher Historiker und Archivar                                   | 78    |        |
| 17. Juli   | Helmut Scheffel                  | deutscher Feuilletonist und Übersetzer                              | 85    |        |
| 17. Juli   | Rudi Theissen                    | deutscher Radrennfahrer                                             | 83    |        |
| 17. Juli   | Hannelore Tust                   | deutsche Autorin                                                    | 86    |        |
| 17. Juli   | Christoph Wagner                 | österreichischer Journalist und Publizist                           | 56    |        |
| 18. Juli   | Renato De Carmine                | italienischer Schauspieler                                          | 87    |        |
| 18. Juli   | Petra Feibert                    | deutsche Schachspielerin                                            | 52    |        |
| 18. Juli   | Klaus Freidler                   | deutscher Unternehmer                                               | 52    | [ 15 ] |
| 18. Juli   | Jörg Michael Herrmann            | deutscher Mediziner                                                 | 66    |        |
| 18. Juli   | Larry Keith                      | US-amerikanischer Schauspieler                                      | 79    |        |
| 18. Juli   | Peter Kudella                    | deutscher Politiker                                                 | 68    |        |
| 18. Juli   | Mircea Micu                      | rumänischer Schriftsteller                                          | 73    |        |
| 18. Juli   | Günter Pauli                     | deutscher Politiker                                                 | 80    |        |
| 18. Juli   | John Samis                       | kanadischer Badmintonspieler                                        | 91    |        |
| 18. Juli   | Sepp Stappung                    | Schweizer Gewerkschafter und Politiker                              | 83    |        |
| 18. Juli   | Chriss Tuxi                      | österreichischer Schlagersänger                                     | 37    |        |
| 19. Juli   | Cécile Aubry                     | französische Schauspielerin                                         | 81    | [ 16 ] |
| 19. Juli   | Rory Brady                       | irischer Jurist und Politiker                                       | 52    |        |
| 19. Juli   | Igor Dobroljubow                 | sowjetischer Filmregisseur                                          | 76    |        |
| 19. Juli   | Sokrates Giolias                 | griechischer Journalist                                             | 37    |        |
| 19. Juli   | Gerson Goldhaber                 | US-amerikanischer Physiker                                          | 86    |        |
| 19. Juli   | Andy Hummel                      | US-amerikanischer Bassist                                           | 59    |        |
| 19. Juli   | Antoinette Meyer                 | Schweizer Skirennfahrerin                                           | 90    |        |
| 19. Juli   | Daiki Satō                       | japanischer Fußballspieler                                          | 21    |        |
| 19. Juli   | Stephen Schneider                | US-amerikanischer Klimatologe                                       | 65    |        |
| 19. Juli   | David Warren                     | australischer Luftfahrtforscher                                     | 85    |        |
| 19. Juli ? | Lorenzen Wright                  | US-amerikanischer Basketballspieler                                 | 34    |        |
| 19. Juli   | Wu Haoqing                       | chinesischer Chemiker                                               | 96    |        |
| 20. Juli   | Dagmar Altrichter                | deutsche Schauspielerin und Synchronsprecherin                      | 85    |        |
| 20. Juli   | Raúl Arsenio Casado              | argentinischer Erzbischof                                           | 80    |        |
| 20. Juli   | Adolf Dragičević                 | jugoslawischer Ökonom                                               | 85    | [ 17 ] |
| 20. Juli   | Paul Flieder                     | österreichischer Opernregisseur                                     | 57    |        |
| 20. Juli   | Franz Golobic                    | österreichischer Fußballspieler                                     | 88    |        |
| 20. Juli   | Benedikt Sigurðsson Gröndal      | isländischer Politiker                                              | 86    |        |
| 20. Juli   | Juri Isjumow                     | sowjetisch-russischer Physiker                                      | 77    |        |
| 20. Juli   | Robin McLaren                    | britischer Diplomat                                                 | 75    |        |
| 20. Juli   | Jewgeni Mischtschenko            | sowjetischer Mathematiker                                           | 88    |        |
| 20. Juli   | Thomas Steven Molnar             | ungarisch-US-amerikanischer Philosoph                               | 88    |        |
| 20. Juli   | Josef Rosenegger                 | deutscher katholischer Geistlicher und Heimatforscher               | 93    |        |
| 20. Juli   | Robert Sandall                   | britischer Musikjournalist                                          | 58    |        |
| 21. Juli   | Léon Alpsteg                     | französischer Fußballspieler                                        | 81    |        |
| 21. Juli   | Dietmar Burdinski                | deutscher Schriftsteller und Autor                                  | 51    |        |
| 21. Juli   | Luis Corvalán                    | chilenischer Politiker                                              | 93    |        |
| 21. Juli ? | Emil Gabrijeljan                 | sowjetischer Mediziner und Politiker                                | 79    |        |
| 21. Juli   | Trevor Gaines                    | US-amerikanischer Basketballspieler                                 | 29    |        |
| 21. Juli   | Horst Haecks                     | deutscher Fußballspieler                                            | 73    |        |
| 21. Juli   | Edna Healey                      | britische Autorin                                                   | 92    |        |
| 21. Juli   | Georg Holmsten                   | deutscher Schriftsteller                                            | 96    |        |
| 21. Juli   | Ralph Houk                       | US-amerikanischer Baseballspieler                                   | 90    |        |
| 21. Juli   | Inge Keil                        | deutsche Mathematikerin und Astronomiehistorikerin                  | 81    |        |
| 21. Juli   | Egon Kunze                       | deutscher Chemiker                                                  | 79    |        |
| 21. Juli   | Mabel Lang                       | US-amerikanische Altphilologion und Historikerin                    | 92    |        |
| 21. Juli   | Karl Lanius                      | deutscher Physiker                                                  | 83    |        |
| 21. Juli   | Anthony Rolfe Johnson            | britischer Opernsänger                                              | 69    |        |
| 21. Juli   | Heinrich Schmieder               | deutscher Schauspieler                                              | 40    |        |
| 21. Juli   | Wesley C. Skiles                 | US-amerikanischer Höhlentaucher und Unterwasserfotograf             | 52    |        |
| 21. Juli   | Domingos Gabriel Wisniewski      | brasilianischer Bischof                                             | 82    |        |
| 22. Juli   | Hanny Alders                     | niederländische Schriftstellerin                                    | 64    |        |
| 22. Juli   | Magnolia Antonino                | philippinische Politikerin                                          | 94    |        |
| 22. Juli   | Harry Beckett                    | britischer Jazzmusiker                                              | 75    |        |
| 22. Juli   | Herbert Giersch                  | deutscher Ökonom                                                    | 89    | [ 18 ] |
| 22. Juli   | Kenny Guinn                      | US-amerikanischer Politiker                                         | 73    |        |
| 22. Juli ? | Peter Hart                       | kanadischer Historiker                                              | 46    |        |
| 22. Juli   | Erich Holliger                   | Schweizer Theaterregisseur                                          | 74    |        |
| 22. Juli   | Bernard Knox                     | US-amerikanischer Altphilologe                                      | 95    |        |
| 22. Juli   | Margarethe Krieger               | deutsche Kunsthistorikerin, Grafikerin und Illustratorin            | 74    |        |
| 22. Juli   | Milan Paumer                     | tschechischer Antikommunist                                         | 79    |        |
| 22. Juli?  | Emil Schaffer                    | Schweizer Politiker                                                 | 86    |        |
| 22. Juli   | Hans Georg von Schnering         | deutscher Chemiker                                                  | 79    |        |
| 22. Juli   | Sonja Sonnenfeld                 | deutsch-schwedische Schauspielerin                                  | 97    |        |
| 22. Juli   | Werner Stötzer                   | deutscher Bildhauer                                                 | 79    | [ 19 ] |
| 22. Juli   | Phillip Walker                   | US-amerikanischer Bluesmusiker                                      | 73    |        |
| 22. Juli   | Heinrich Wolf                    | deutscher Unternehmer                                               | 84    |        |
| 22. Juli   | Dontscho Zonew                   | bulgarischer Schriftsteller                                         | 77    |        |
| 23. Juli   | Jean Bikoko Aladin               | kamerunischer Musiker                                               | 71    |        |
| 23. Juli   | Willem Breuker                   | niederländischer Jazzmusiker                                        | 65    | [ 20 ] |
| 23. Juli   | Fritz Gaerisch                   | deutscher Hämatologe                                                | 88    |        |
| 23. Juli   | Rubén Darío Gómez                | kolumbianischer Radrennfahrer                                       | 70    |        |
| 23. Juli   | Gordon John King                 | britischer Rundfunktechniker und Autor                              | 88    |        |
| 23. Juli   | Zdenko Krnić                     | serbischer Schachspieler                                            | 62    |        |
| 23. Juli   | Eberhard Schenk                  | deutscher Leichtathlet der DDR                                      | 81    |        |
| 23. Juli ? | Nakamura Teiji                   | japanischer Admiral                                                 | 90    |        |
| 23. Juli   | Feodosij Pezyna                  | ukrainischer Erzbischof                                             | 60    |        |
| 23. Juli   | María Teresa Rivas               | mexikanische Schauspielerin                                         | 92    |        |
| 23. Juli   | Daniel Schorr                    | US-amerikanischer Journalist                                        | 93    |        |
| 23. Juli   | Alappat Sreedhara Menon          | indischer Historiker                                                | 84    |        |
| 24. Juli   | Jürgen Abeler                    | deutscher Kunstsammler, Uhrmachermeister, Goldschmied und Gemmologe | 76    |        |
| 24. Juli   | Theo Albrecht                    | deutscher Unternehmer                                               | 88    |        |
| 24. Juli   | John Callahan                    | US-amerikanischer Cartoonist und Musiker                            | 59    |        |
| 24. Juli   | Kurt Hedden                      | deutscher Wissenschaftler                                           | 83    | [ 21 ] |
| 24. Juli   | Alex Higgins                     | irischer Snookerspieler                                             | 61    |        |
| 24. Juli   | Mia Oremović                     | jugoslawisch-kroatische Schauspielerin                              | 91    |        |
| 24. Juli   | Jean-Louis Pezant                | französischer Richter                                               | 71    |        |
| 24. Juli   | Véronique Silver                 | französische Schauspielerin                                         | 78    |        |
| 24. Juli   | Barbara Suchner                  | deutsche Schriftstellerin                                           | 87    |        |
| 24. Juli   | Igor Talankin                    | sowjetischer Filmregisseur                                          | 82    |        |
| 25. Juli   | Vasco de Almeida e Costa         | portugiesischer Politiker                                           | 77    |        |
| 25. Juli   | Kamel Asaad                      | libanesischer Politiker                                             | 78    |        |
| 25. Juli   | Hans Gottfried Bernrath          | deutscher Politiker                                                 | 83    |        |
| 25. Juli   | Günter Dach                      | deutscher Politiker                                                 | 94    |        |
| 25. Juli   | Józef Gajewski                   | polnischer Politiker                                                | 61    |        |
| 25. Juli   | Walter Heywang                   | deutscher Physiker                                                  | 86    |        |
| 25. Juli   | Mićun Jovanić                    | jugoslawischer Fußballspieler                                       | 57    |        |
| 25. Juli   | Johann Knobloch                  | österreichischer Sprachwissenschaftler                              | 91    |        |
| 25. Juli   | Pascal Krop                      | französischer Journalist                                            | 56    |        |
| 25. Juli ? | Matej Mateew                     | bulgarischer Physiker und Politiker                                 | 70    |        |
| 25. Juli   | Ans Niesink                      | niederländische Leichtathletin                                      | 91    |        |
| 25. Juli   | Helmut Schneller                 | deutscher Kabarettautor                                             | 87    |        |
| 25. Juli   | Thea Schönfelder                 | deutsche Psychiaterin und Hochschullehrerin                         | 85    |        |
| 25. Juli   | Manfred Schulze                  | deutscher Jazzmusiker                                               | 75    |        |
| 25. Juli   | Erich Steidtmann                 | deutscher Polizeioffizier                                           | 95    |        |
| 25. Juli   | Fritz Trippel                    | Schweizer Jazzpianist und Bandleader                                | 72    |        |
| 25. Juli   | Henk Vonhoff                     | niederländischer Politiker                                          | 79    |        |
| 25. Juli   | Erika Weihs                      | österreichisch-US-amerikanische Illustratorin und Malerin           | 92    |        |
| 25. Juli   | Redford White                    | philippinischer Schauspieler                                        | 54    |        |
| 26. Juli   | Jochen Berger                    | deutscher Rallyefahrer                                              | 64    |        |
| 26. Juli   | Bice                             | japanische Sängerin und Komponistin                                 | 38    |        |
| 26. Juli   | Melvin Bliss                     | US-amerikanischer Sänger                                            | 75    |        |
| 26. Juli   | Al Goodman                       | US-amerikanischer Sänger                                            | 63    |        |
| 26. Juli   | Ben Keith                        | US-amerikanischer Rockmusiker                                       | 73    |        |
| 26. Juli   | Alfred Kirpal                    | deutscher Elektrotechniker                                          | 66    |        |
| 26. Juli   | Alexander Medwedew               | russischer Librettist                                               | 83    |        |
| 26. Juli   | Dieter Nachtigall                | deutscher Kernphysiker und Physikdidaktiker                         | 83    |        |
| 26. Juli   | Theodor Schober                  | deutscher Pfarrer und Präsident des Diakonischen Werkes             | 91    |        |
| 26. Juli   | Gerhard Schreiber                | österreichischer Krippensammler und -forscher                       | 70    |        |
| 26. Juli   | Günter Schulze                   | deutscher Manager und Sportfunktionär                               | 77    |        |
| 26. Juli   | Brigitte Schwaiger               | österreichische Schriftstellerin                                    | 61    |        |
| 26. Juli   | Kurt Wawrzik                     | deutscher Politiker                                                 | 81    |        |
| 27. Juli   | Andreas Abouna                   | irakischer Weihbischof                                              | 67    |        |
| 27. Juli   | Ravi Baswani                     | indischer Schauspieler                                              | 64    |        |
| 27. Juli   | Willy Bertschinger               | Schweizer Eishockeyspieler                                          | 54    |        |
| 27. Juli   | Abdul Mannan Bhuiyan             | bangladescher Politiker                                             | 67    |        |
| 27. Juli   | Maury Chaykin                    | kanadischer Schauspieler                                            | 61    |        |
| 27. Juli   | Karl Elsener                     | Schweizer Fußballspieler                                            | 75    |        |
| 27. Juli   | Walter Freivogel                 | deutscher Turner und Turnfunktionär                                 | 90    |        |
| 27. Juli   | André Geerts                     | belgischer Comiczeichner                                            | 54    |        |
| 27. Juli   | Ludwig von Heyl zu Herrnsheim    | deutscher Industrieller                                             | 90    |        |
| 27. Juli   | Ernst J. Kiphard                 | deutscher Sportpädagoge                                             | 87    |        |
| 27. Juli   | Helmar Kögl                      | österreichischer Archivar                                           | 65    |        |
| 27. Juli   | Horst Lange                      | deutscher Politiker                                                 | 76    |        |
| 27. Juli   | Gerhard Lenz                     | deutscher Journalist                                                | 80    | [ 22 ] |
| 27. Juli   | Osman Muftić                     | jugoslawischer Politiker und kroatischer Diplomat                   | 76    |        |
| 27. Juli   | Wallace Souza                    | brasilianischer Fernsehmoderator und Politiker                      | 51    |        |
| 27. Juli   | Jack Tatum                       | US-amerikanischer American-Football-Spieler                         | 61    |        |
| 27. Juli   | Wolfgang Teuchert                | deutscher Kunsthistoriker und Denkmalpfleger                        | 86    |        |
| 27. Juli   | Olga Wassiljewna Klepikowa       | russische Segelfliegerin, Fluglehrerin und Testpilotin              | 94    |        |
| 28. Juli   | Thomas Anderson                  | australischer Segler                                                | 71    |        |
| 28. Juli   | Raoul Billerey                   | französischer Schauspieler                                          | 89    |        |
| 28. Juli   | Werner Brenne                    | deutscher Politiker                                                 | 78    |        |
| 28. Juli   | Chris Dagley                     | britischer Schlagzeuger                                             | 39    |        |
| 28. Juli   | Antonio „cyx“ Daniloski          | deutscher E-Sportler                                                | 20    |        |
| 28. Juli   | Grete Digruber                   | österreichische Skirennläuferin                                     | 65    |        |
| 28. Juli   | Walter Klinger                   | deutscher lutherischer Geistlicher                                  | 89    |        |
| 28. Juli   | Sven Ljungberg                   | schwedischer Künstler                                               | 96    |        |
| 28. Juli ? | István Móna                      | ungarischer Moderner Fünfkämpfer                                    | 69    |        |
| 28. Juli   | Klaus Mudersbach                 | deutscher Sprachwissenschaftler und Hochschullehrer                 | 67    |        |
| 28. Juli   | Horst F. Pampel                  | deutscher Heimatforscher                                            | 76    | [ 23 ] |
| 28. Juli   | Katarzyna Sobczyk                | polnische Sängerin                                                  | 65    |        |
| 28. Juli   | Karl-Josef Tanas                 | deutscher Fußballfunktionär                                         | 75    |        |
| 28. Juli   | Kamil Walijew                    | sowjetisch-russischer Physiker                                      | 79    |        |
| 28. Juli   | Karl-Heinz Wildmoser             | deutscher Unternehmer und Sportfunktionär                           | 71    |        |
| 29. Juli   | Giancarlo Astrua                 | italienischer Radrennfahrer                                         | 82    |        |
| 29. Juli   | Alex Wilson                      | schottischer Fußballspieler                                         | 76    |        |
| 29. Juli   | Martin Drew                      | britischer Jazzmusiker                                              | 66    |        |
| 29. Juli   | António Feio                     | portugiesischer Schauspieler und Regisseur                          | 55    |        |
| 29. Juli   | Owen Lloyd George                | britischer Politiker                                                | 86    |        |
| 29. Juli   | Karsten Friis Johansen           | dänischer Klassischer Philologe und Philosophiehistoriker           | 79    |        |
| 29. Juli   | Sabina Mugabe                    | simbabwische Politikerin                                            | 75    |        |
| 29. Juli   | Anders Nielsen                   | englischer Badmintonspieler                                         | 43    | [ 24 ] |
| 29. Juli   | Joseph Perrault                  | US-amerikanischer Skispringer                                       | 85    |        |
| 29. Juli   | Nicolae Popescu                  | rumänischer Mathematiker                                            | 72    |        |
| 29. Juli   | Peter R. Romero                  | Szenenbildner und Artdirector                                       | 90    |        |
| 29. Juli   | Robert C. Tucker                 | US-amerikanischer Politologe                                        | 92    |        |
| 29. Juli   | Zheng Ji                         | chinesischer Biochemiker                                            | 110   |        |
| 29. Juli   | Nikolai Nikolajewitsch Dranitsyn | russischer Komponist                                                | 63    |        |
| 30. Juli   | Robert M. Chanock                | US-amerikanischer Virologe und Kinderarzt                           | 86    |        |
| 30. Juli   | Ignacio Coronel                  | mexikanischer Drogenbaron                                           | 56    |        |
| 30. Juli   | Graham Everest                   | britischer Mathematiker                                             | 52    |        |
| 30. Juli   | Carl Hirschmann                  | Schweizer Luftfahrtunternehmer                                      | 61    |        |
| 30. Juli   | Karl Walter Hitschler            | deutscher Unternehmer                                               | 88    |        |
| 30. Juli   | Otto Joachim                     | deutsch-kanadischer Komponist                                       | 99    |        |
| 30. Juli   | Willi Laschet                    | deutscher Maler                                                     | 89    |        |
| 30. Juli   | Richard Lopez                    | US-amerikanischer Sänger                                            | 64    |        |
| 30. Juli   | Nasar Matschanow                 | sowjetischer Politiker (Usbekische SSR)                             | 87    |        |
| 30. Juli   | Stefka Sabotinowa                | bulgarische Sängerin                                                | 80    |        |
| 30. Juli   | Josef Pillhofer                  | österreichischer Bildhauer                                          | 89    |        |
| 30. Juli ? | Christian Pogats                 | österreichischer Schauspieler                                       | 43    |        |
| 30. Juli   | Qian Weichang                    | chinesischer Physiker                                               | 97    |        |
| 30. Juli   | Günter Volmer                    | deutscher Politiker                                                 | 88    |        |
| 31. Juli   | James Atkinson                   | US-amerikanischer Bobfahrer                                         | 81    |        |
| 31. Juli   | Werner Bab                       | deutscher Holocaust-Überlebender                                    | 85    |        |
| 31. Juli   | Olle Boström                     | schwedischer Bogenschütze                                           | 84    |        |
| 31. Juli   | Suso Cecchi D’Amico              | italienische Drehbuchautorin                                        | 96    |        |
| 31. Juli   | Pedro Dellacha                   | argentinischer Fußballspieler                                       | 84    |        |
| 31. Juli   | Paul Freeman                     | britischer Biologe                                                  | 94    |        |
| 31. Juli   | Arthur Fuhr                      | deutscher Politiker                                                 | 87    |        |
| 31. Juli   | Tom Mankiewicz                   | US-amerikanischer Drehbuchautor und Regisseur                       | 68    |        |
| 31. Juli   | Mitch Miller                     | US-amerikanischer Musikproduzent                                    | 99    |        |
| 31. Juli   | Feliks Pašić                     | jugoslawisch-serbischer Journalist                                  | 71    |        |
| 31. Juli   | George Richey                    | US-amerikanischer Countrymusiker, Songwriter, Produzent und Manager | 74    |        |
| 31. Juli   | Klaus Sommerkorn                 | deutscher Politiker                                                 | 69    |        |